# Thillois
 Thillois  es una población y comuna francesa, en la región de Champaña-Ardenas, departamento de Marne, en el distrito de Reims y cantón de Reims-1.

## Demografía
| 144 | 171 | 145 | 148 | 167 | 186 |
| Para los censos de 1962 a 1999 la población legal corresponde a la población sin duplicidades (Fuente: INSEE [Consultar]) |     |     |     |     |     |